# Chalara siamense
Chalara siamense är en svampart som beskrevs av Pinnoi 2002. Chalara siamense ingår i släktet Chalara, divisionen sporsäcksvampar och riket svampar.   Inga underarter finns listade i Catalogue of Life.